# Liste de personnalités liées à Ivry-sur-Seine
Liste de personnalités liées à Ivry-sur-Seine
- Haut – A
- B
- C
- D
- E
- F
- G
- H
- I
- J
- K
- L
- M
- N
- O
- P
- Q
- R
- S
- T
- U
- V
- W
- X
- Y
- Z

## A

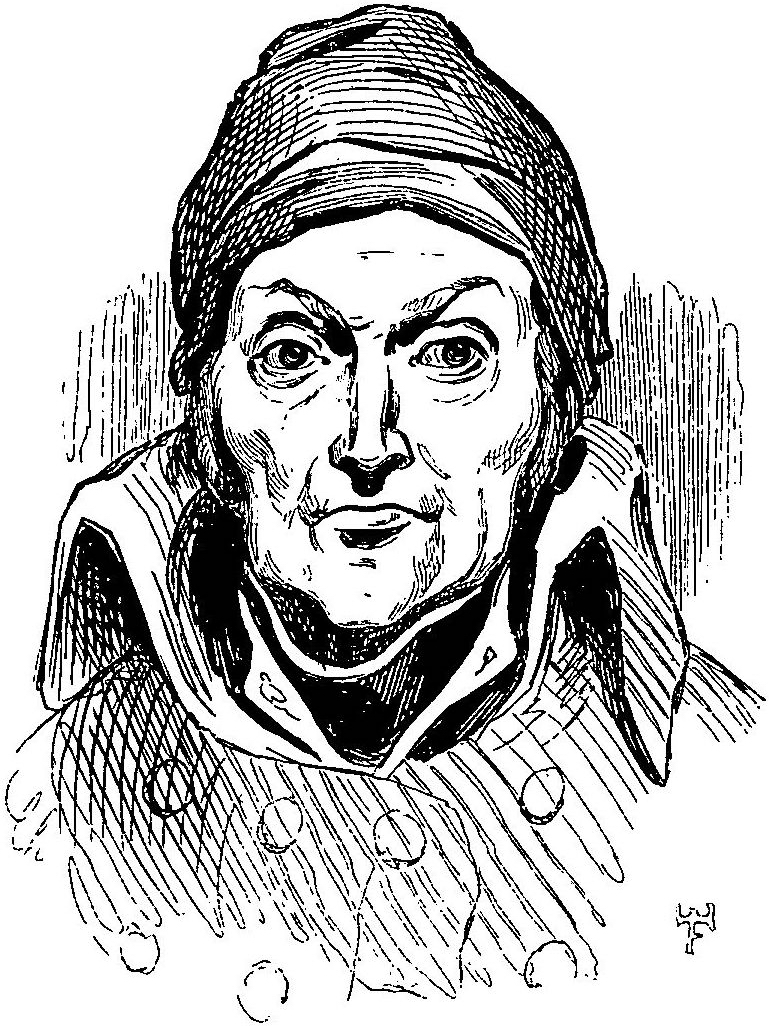
Nicolas Appert, anonyme 1841.

- Luc Abalo, né en 1984 à Ivry, ancien joueur de l'US Ivry handball, ailier droit de l'équipe de France de handball.
- Affiche rouge : Celestino Alfonso, Roger Rouxel, Wolf Wajsbrot et Robert Witchitz, résistants du groupe Manouchian vécurent à Ivry-sur-Seine. Une plaque à la mémoire d'Olga Bancic, symbole des femmes étrangères engagées volontaires dans la Résistance, a été apposée sur un des murs du carré des fusillés du cimetière parisien d’Ivry, derrière les tombes de ses camarades de combat, Missak Manouchian et Marcel Rajman.
- Nicolas Appert (1749-1841), inventeur, en 1795, de la conserve alimentaire par la technique d'appertisation, vécut de 1795 à 1802 à Ivry-sur-Seine où il avait ses ateliers.
- Antonin Artaud, écrivain français, mort à Ivry-sur-Seine le 4 mars 1948.
- Astonvilla, groupe de rock français fondé en janvier 1994 à Ivry-sur-Seine.
- Maurice Audebert (1923-2012), homme de théâtre, écrivain, professeur de philosophie au lycée Romain-Rolland.

- Haut – A
- B
- C
- D
- E
- F
- G
- H
- I
- J
- K
- L
- M
- N
- O
- P
- Q
- R
- S
- T
- U
- V
- W
- X
- Y
- Z

## B
- Cédric Bakambu (né en 1991), footballeur international congolais.
- Sol Bamba (1985-2024), footballeur ivoirien et français, né à Ivry.
- Armand Barthet, né à Besançon en 1820 et mort à Ivry en 1874, auteur dramatique, poète, romancier et journaliste français.
- Le lieutenant-colonel Bastien-Thiry, principal instigateur de l'attentat du Petit-Clamart contre le général de Gaulle, fut fusillé au fort d'Ivry le 11 mars 1963.
- Abdallah Benanteur (1931-2017), peintre et graveur algérien né à Mostaganem et mort à Ivry-sur-Seine après y avoir vécu et travaillé à partir des années 1960 ; et son épouse, Monique Boucher-Benanteur (1935-2014), poétesse et artiste peintre française.
- Marie-Adélaïde de Bourbon, dite « Mademoiselle d'Ivry », puis « Mademoiselle de Penthièvre », mère du roi Louis-Philippe Ier, mourut au château d'Ivry le 23 juin 1821.
- Paul Boccara, économiste et historien.
- Thérèse Bonnelalbay, née en 1931 à Magalas et disparue en 1980 à Ivry (dans la Seine), dessinatrice et artiste française d'art brut.

- Haut – A
- B
- C
- D
- E
- F
- G
- H
- I
- J
- K
- L
- M
- N
- O
- P
- Q
- R
- S
- T
- U
- V
- W
- X
- Y
- Z

## C
- François Cahen, dit « Faton Cahen », pianiste français de jazz, a vécu et est mort à Ivry-sur-Seine.
- Tiphaine Calmettes, artiste contemporaine et sculptrice française, née en 1988 à Ivry-sur-Seine.
- Sadi Carnot (1796-1832), physicien et ingénieur français, considéré comme le fondateur de la thermodynamique, est enterré dans l'ancien cimetière communal d'Ivry[1].
- Charles Carrington, éditeur britannique d'ouvrages à caractère érotique, mort de la syphilis le 15 octobre 1921 à Ivry, dans une clinique d'aliénés.
- Oscar Castro, né au Chili en 1947, dramaturge, comédien et metteur en scène, fondateur du théâtre Aleph.
- Pol Chambost (1906-1983), céramiste, a, à ses débuts, son atelier à Ivry, dans la marbrerie familiale[2].
- Élisabeth Chailloux, actrice française et metteur en scène de théâtre, codirecteur depuis 1992 du Théâtre des Quartiers d'Ivry.
- Les Cinq Martyrs du lycée Buffon, cinq lycéens résistants fusillés par les nazis le 8 février 1943, ont été mis dans une fosse commune du cimetière parisien d'Ivry[3].
- Robert Combas, peintre français né à Lyon, vit et travaille à Ivry.
- Pierre Contant d'Ivry (1698-1777), architecte français, né à Ivry.
- Henri Coutant (1886-1971), homme politique, député de la Seine de 1913 à 1924.
- Robert Coutant (1908-1978), homme politique, fils d'Henri Coutant, député du Nord.

- Haut – A
- B
- C
- D
- E
- F
- G
- H
- I
- J
- K
- L
- M
- N
- O
- P
- Q
- R
- S
- T
- U
- V
- W
- X
- Y
- Z

## D
- Pierre Daix (1922-2014), journaliste, écrivain et historien de l'art, né à Ivry-sur-Seine.
- Maurice G. Dantec a passé son enfance à Ivry-sur-Seine.
- Madeleine Delbrêl (1904-1964), mystique chrétienne, assistante sociale, essayiste et poétesse.
- Georges Delplanque, peintre français, a vécu 22 ans à Ivry et réalisé les peintures murales de l'école Henri-Barbusse[4].
- Charles Desplanques (1877-1951), militant anarchiste, syndicaliste et antimilitariste, est né à Ivry.
- Gaetano Donizetti fut interné en 1846 à l'asile d'aliénés d'Ivry.

- Haut – A
- B
- C
- D
- E
- F
- G
- H
- I
- J
- K
- L
- M
- N
- O
- P
- Q
- R
- S
- T
- U
- V
- W
- X
- Y
- Z

## E
- Warren Ellis, musicien australien de rock, vit à Ivry-sur-Seine.
- Laurent Esquerré, sculpteur, peintre et dessinateur, vit et travaille à Ivry.

- Haut – A
- B
- C
- D
- E
- F
- G
- H
- I
- J
- K
- L
- M
- N
- O
- P
- Q
- R
- S
- T
- U
- V
- W
- X
- Y
- Z

## F
- Luce Fabiole, actrice française, morte à Ivry-sur-Seine en 1982.
- Jean Ferrat, chanteur, a vécu plusieurs années à Ivry-sur-Seine avant de s'installer en Ardèche. Une place, inaugurée en juin 2011, honore sa mémoire dans la ville[5].
- Catherine Ferry, chanteuse née à Ivry, et qui a représenté la France au concours Eurovision de la chanson en 1976.
- Charles Foix (1882-1927), médecin neurologue qui fut chef de service à l'hospice d'Ivry, auquel son nom a été donné en 1976.

- Haut – A
- B
- C
- D
- E
- F
- G
- H
- I
- J
- K
- L
- M
- N
- O
- P
- Q
- R
- S
- T
- U
- V
- W
- X
- Y
- Z

## G
- Lucien Gamblin (1890-1972), international de football français (17 sélections)
- Antoine Gauzy, membre de la bande à Bonnot y a habité
- Fred Gérard, trompettiste français de jazz, mort à Ivry.
- Eugène Gérardin, personnalité de la Commune de Paris, est mort à Ivry.
- Nathalie Gontcharoff (1881-1962), peintre, dessinateur et décoratrice de théâtre, est inhumée au cimetière parisien d'Ivry.
- Georges Gosnat, député communiste de la circonscription d'Ivry-Vitry de 1964 à 1982, a vécu à Ivry-sur-Seine jusqu'à son décès.
- Pierre Gosnat, fils de Georges Gosnat et de Denise Bastide, député (2007-2012) de la circonscription d'Ivry-Kremlin Bicêtre, et maire d'Ivry-sur-Seine (du 1er décembre 1998 à sa mort en fonction, le 25 janvier 2015).
- Jason Grandry, judoka français, médaillé de bronze aux Jeux Paralympique de Paris 2024, est né à Ivry.
- Jean-Baptiste Louis Gros (1793-1870), diplomate, pionnier de la photographie né à Ivry-sur-Seine.
- Joseph Guglielmi, poète, essayiste, traducteur et diariste, vit et travaille à Ivry et à Paris.

- Haut – A
- B
- C
- D
- E
- F
- G
- H
- I
- J
- K
- L
- M
- N
- O
- P
- Q
- R
- S
- T
- U
- V
- W
- X
- Y
- Z

## H
- Daniel Hager, né en 1963 à Ivry, joueur de handball international puis entraîneur à l'US Ivry entre 1979 et 2018.
- Adel Hakim, acteur et dramaturge français, metteur en scène de théâtre, codirecteur depuis 1992 du Théâtre des Quartiers d'Ivry.
- Huang Yong Ping, artiste contemporain d'origine chinoise et naturalisé français qui s'est installé à Ivry à la fin des années 2000[6].

- Haut – A
- B
- C
- D
- E
- F
- G
- H
- I
- J
- K
- L
- M
- N
- O
- P
- Q
- R
- S
- T
- U
- V
- W
- X
- Y
- Z

## J
- Irène et Frédéric Joliot-Curie, physiciens et chimistes français, dont l'un des laboratoires, l'Éclateur, se trouvait à Ivry[7].
- Joëlle Jolivet, illustratrice pour la presse et l'édition.
- Louis François Jouin, chef adjoint de la Sûreté, y a été tué (au 63 rue de Paris) par Jules Bonnot[8]
- Justes parmi les nations : à Ivry, cinq habitants ont reçu le titre de « Juste parmi les nations » par le Comité pour Yad Vashem ; leur nom figure sur le Mur d'honneur du Jardin des Justes.

- Haut – A
- B
- C
- D
- E
- F
- G
- H
- I
- J
- K
- L
- M
- N
- O
- P
- Q
- R
- S
- T
- U
- V
- W
- X
- Y
- Z

## K
- Reda Kateb, né en 1977 à Ivry, acteur français.
- Henriette Kosmann-Sichel (1866-1926), peintre française.

- Haut – A
- B
- C
- D
- E
- F
- G
- H
- I
- J
- K
- L
- M
- N
- O
- P
- Q
- R
- S
- T
- U
- V
- W
- X
- Y
- Z

## L
- Jean Langlois (?-1493), prêtre qui niant la présence réelle, est brûlé à Paris pour avoir piétiné des hosties à Notre-Dame de Paris[9].
- Jules Charles Le Guéry, dit « Ernest Le Guéry » (1875-1937), syndicaliste CGT, né à Ivry.
- Nathalie Lemel (1827-1921), militante anarchiste et féministe qui a participé à la Commune de Paris, et qui est morte à l'hospice d'Ivry.
- Allain Leprest (1954-2011), auteur et chanteur français, a vécu et est inhumé à Ivry.
- Artur et Lise London, militants et résistants communistes, vécurent à Ivry dans les années 1930 et y sont enterrés au cimetière parisien[10].
- Jules Bernard Luys (1828-1897), neurologue, neuroanatomiste et psychiatre français, ancien directeur de la maison de santé Esquirol à Ivry.

- Haut – A
- B
- C
- D
- E
- F
- G
- H
- I
- J
- K
- L
- M
- N
- O
- P
- Q
- R
- S
- T
- U
- V
- W
- X
- Y
- Z

## M
- Christian Marquand, acteur et réalisateur français, mort à Ivry en 2000.
- Hippolyte Marquès (1881-1944), militant communiste, interné pendant la drôle de guerre et sous le Régime de Vichy, puis libéré le 29 septembre 1942 pour raisons de santé[11],[12] et mort à Ivry.
- Jules Martelet, personnalité de la Commune de Paris, mort à Ivry.
- Harry-Max, acteur français, mort à Ivry en 1979.
- Chantal Montellier, dessinatrice de bandes dessinées.
- Paul Moreau de Tours (1844-1908), psychiatre et criminologue, né et mort à Ivry.
- Georges Moreau de Tours (1848-1901), frère du précédent, peintre né à Ivry.

- Haut – A
- B
- C
- D
- E
- F
- G
- H
- I
- J
- K
- L
- M
- N
- O
- P
- Q
- R
- S
- T
- U
- V
- W
- X
- Y
- Z

## P
- Georges Perec, écrivain français, mort à l'hôpital Charles-Foix le 3 mars 1982.
- Yan Pei-Ming, peintre chinois, a un atelier à Ivry[13].
- Julienne-Christine Piachaud, fonctionnaire de la Société des Nations, y est née le 26 septembre 1894[14].
- Dorianne Pin, pilote automobile française
- François Polo (1838-1874), journaliste et éditeur français, fondateur notamment de l'hebdomadaire La Lune, mort à 35 ans dans une clinique d'Ivry.
- Lazare Ponticelli (1897-2008), officiellement le dernier « poilu » français de la Première Guerre mondiale, est enterré au cimetière parisien d'Ivry.
- Jean Poulmarc'h (né en 1910) et Henri Pourchasse[15] (né en 1907), tous deux militants communistes originaires d'Ivry, fusillés à Châteaubriant (Loire-Inférieure) le 22 octobre 1941 avec 26 autres otages. Ils reposent dans le carré des fusillés du cimetière parisien d'Ivry.
- René Pottier, auteur, mort à Ivry en 1968.
- PNL (groupe), ont vécu à la cité Gagarine.

- Haut – A
- B
- C
- D
- E
- F
- G
- H
- I
- J
- K
- L
- M
- N
- O
- P
- Q
- R
- S
- T
- U
- V
- W
- X
- Y
- Z

## Q
- Pierre Quarré (1909-1980), conservateur et historien de l'art français, né à Ivry.

- Haut – A
- B
- C
- D
- E
- F
- G
- H
- I
- J
- K
- L
- M
- N
- O
- P
- Q
- R
- S
- T
- U
- V
- W
- X
- Y
- Z

## R
- Jean Renaudie et Renée Gailhoustet, principaux architectes de la rénovation du centre-ville, ont aussi vécu et travaillé à Ivry.
- Maurice Rollinat, né à Châteauroux en 1846 et mort à Ivry en 1903, poète français.
- Jean Rougerie, acteur français, mort le 25 janvier 1998 dans sa maison.

- Haut – A
- B
- C
- D
- E
- F
- G
- H
- I
- J
- K
- L
- M
- N
- O
- P
- Q
- R
- S
- T
- U
- V
- W
- X
- Y
- Z

## S
- Henri Saintin, artiste peintre né dans cette ville en 1846.
- Ernst Scholz, citoyen d'honneur de la ville d'Ivry en 1974. En France lui ont été remis la croix du combattant volontaire de la Résistance et la médaille commémorative de la guerre 1939-1945 pour sa participation à la résistance française.
- Benjamin Siksou, auteur-compositeur-interprète et acteur français, né à Ivry.
- Paul Silvestre, sculpteur, prix de Rome en 1912, né à Toulouse en 1884, mort à Ivry en 1976.
- Antoine Spire, sociologue et écrivain, vit à Ivry.

- Haut – A
- B
- C
- D
- E
- F
- G
- H
- I
- J
- K
- L
- M
- N
- O
- P
- Q
- R
- S
- T
- U
- V
- W
- X
- Y
- Z

## T
- Maurice Thorez (1900-1964), député communiste d'Ivry-sur-Seine puis de la circonscription de la Seine de 1932 à sa mort en 1964.
- Marcelle Thirache (1946-), réalisatrice de cinéma expérimental.
- Daouda Traoré (2006-), footballeur.

- Haut – A
- B
- C
- D
- E
- F
- G
- H
- I
- J
- K
- L
- M
- N
- O
- P
- Q
- R
- S
- T
- U
- V
- W
- X
- Y
- Z

## V
- Jean-Pierre Vielfaure (1930-2015), artiste peintre et graveur, a vécu à Ivry de 1988 à 2015.
- Jean-Baptiste Vifquain (1789-1854), architecte et ingénieur belge, mourut dans l'établissement pour aliénés du docteur Esquirol.
- Viswanadhan, peintre et cinéaste indien, a son atelier à Ivry.
- Antoine Vitez (1930-1990), metteur en scène de théâtre qui fonda, en 1972, le Théâtre des Quartiers d'Ivry.

- Haut – A
- B
- C
- D
- E
- F
- G
- H
- I
- J
- K
- L
- M
- N
- O
- P
- Q
- R
- S
- T
- U
- V
- W
- X
- Y
- Z

## W
- Watteau a peint son tableau Rendez-vous de chasse lors d'un séjour dans la maison de campagne d'Ivry de Jean de Jullienne, manufacturier et amateur d’art.
- Francis Wolff, professeur de philosophie à l'ENS, né à Ivry.

- Haut – A
- B
- C
- D
- E
- F
- G
- H
- I
- J
- K
- L
- M
- N
- O
- P
- Q
- R
- S
- T
- U
- V
- W
- X
- Y
- Z

## Z
- Fernand Zalkinow (né en 1923), militant communiste, fusillé le 9 mars 1942 dans la clairière du Mont-Valérien et inhumé dans le carré des fusillés du cimetière parisien d’Ivry.

- Haut – A
- B
- C
- D
- E
- F
- G
- H
- I
- J
- K
- L
- M
- N
- O
- P
- Q
- R
- S
- T
- U
- V
- W
- X
- Y
- Z